# Faure Chomón
Faure Chomón Mediavilla (Manatí, 15 de gener de 1929 - L'Havana, 5 de desembre de 2019) va ser un historiador, revolucionari i polític cubà. Va ser un dels membres fundadors i dirigents del Directorio Revolucionario Estudiantil. Després del triomf de la Revolució es va incorporar al govern de Fidel Castro. Al principi de la seva carrera, va exercir com a Secretari de Comunicació i Transport i d'ambaixador a la Unió Soviètica. Més tard va ser ambaixador al Vietnam i l'Equador, així com també historiador de la Revolució. També va ser membre de l'Assemblea Nacional del Poder Popular des de 1976 fins a la seva mort.

## Biografia
Faure Chomón va néixer el 15 de gener de 1929 a Manatí, a l'antiga província d'Orientes (actual Las Tunas). Es va iniciar com a dirigent estudiantil a la Federació Estudiantil Universitària (FEU) als anys 1950. El setembre de 1955 va ser un dels dirigents fundadors del Directori Revolucionari amb José Antonio Echeverría, Fructuoso Rodríguez, José Assef Yara, Rolando Cubela, Guillermo Jiménez i altres destacats combatents contra la dictadura de Fulgencio Batista.

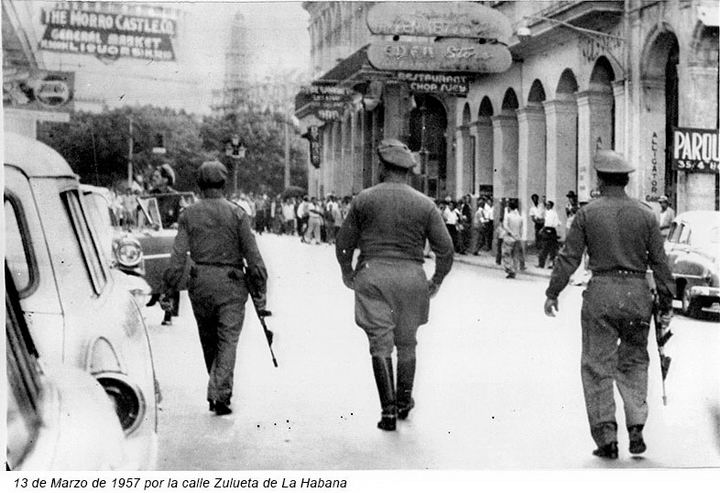
Policia de l'Havana durant l'atac al palau presidencial de 1957.

Com a integrant del Directori Revolucionari, el 13 de març de 1957 va dirigir juntament amb Carlos Gutiérrez Menoyo el grup guerriller que va realitzar l'atac al palau presidencial de L'Havana, en el que Guitiérrez Menoyo va morir i ell va resultar greument ferit.
El 1958 va dirigir el desembarcament de l'Expedició a Nuevitas, que va establir el front guerriller del Directori Revolucionari a les muntanyes de l'Escambray i va coordinar les seves accions amb les columnes guerrilleres del Moviment 26 de Juliol, que van arribar a la zona l'octubre de 1958 sota comandament del Che Guevara i Camilo Cienfuegos, mitjançant el pacte de Pedrero que havien signat pel Che i Rolando Cubela.
Un cop el trionf de la Revolució, Chomón va ser reconegut en el grau de comandant de les forces armades. Després va ser Ministre de Comunicacions i de Transport; Primer Secretari del Partit a la província de Les Tunas i ambaixador de Cuba a la Unió Soviètica, el Vietnam i l'Equador.
Al març de 1962 Chomón va ser elegit per integrar el Directori Nacional del nou Partit Unit de la Revolució Socialista de Cuba (PURSC) i l'octubre de 1965 va passar a formar part del Comitè Central i el Secretariat del Partit Comunista de Cuba (PCC), successor de l'anterior. Va ser Ministre del Transport entre 1965 i 1970.
Al I Congrés del PCC, el 1975, va ser reelegit membre del Comitè Central. Des de 1976 va servir també com a diputat de l'Assemblea Nacional del Poder Popular (ANPP) per la província de Camagüey. El VII Congrés del PCC del 2016 i les eleccions a la IX legislatura de l'Assemblea Nacional del 2018 van suposar la seva enèsima reelecció en els dos organismes.
Faure Chomón va morir el 5 de desembre de 2019 a l'Havana.